# Kiskunmajsa
Kiskunmajsa este un oraș în districtul Kiskunmajsa, județul Bács-Kiskun, Ungaria, având o populație de 11.365 de locuitori (2011). 

## Demografie
Componența etnică a orașului Kiskunmajsa
     Maghiari (91,23%)
     Romi (6,48%)
     Germani (1,04%)
     Necunoscut (0,56%)
     Alții (0,7%)
Componența confesională a orașului Kiskunmajsa
     Romano-catolici (67%)
     Fără religie (8,73%)
     Reformați (2,72%)
     Necunoscută (20,83%)
     Alte religii (2,13%)
Conform recensământului din 2011, orașul Kiskunmajsa avea 11.365 de locuitori. Din punct de vedere etnic, majoritatea locuitorilor (91,23%) erau maghiari, existând și minorități de romi (6,48%) și germani (1,04%). Apartenența etnică nu este cunoscută în cazul a 0,56% din locuitori.  Din punct de vedere confesional, majoritatea locuitorilor (67,0%) erau romano-catolici, existând și minorități de persoane fără religie (8,73%) și reformați (2,72%). Pentru 20,83% din locuitori nu este cunoscută apartenența confesională.